# コルト・スタジオ・グループ
コルト・スタジオ・グループ（英: Colt Studio Group）はアメリカのゲイ・ポルノ会社。1967年にニューヨーク市で始まり、25年間ロサンゼルスに拠点を移した後、現在はカリフォルニア州サンフランシスコを拠点としている。

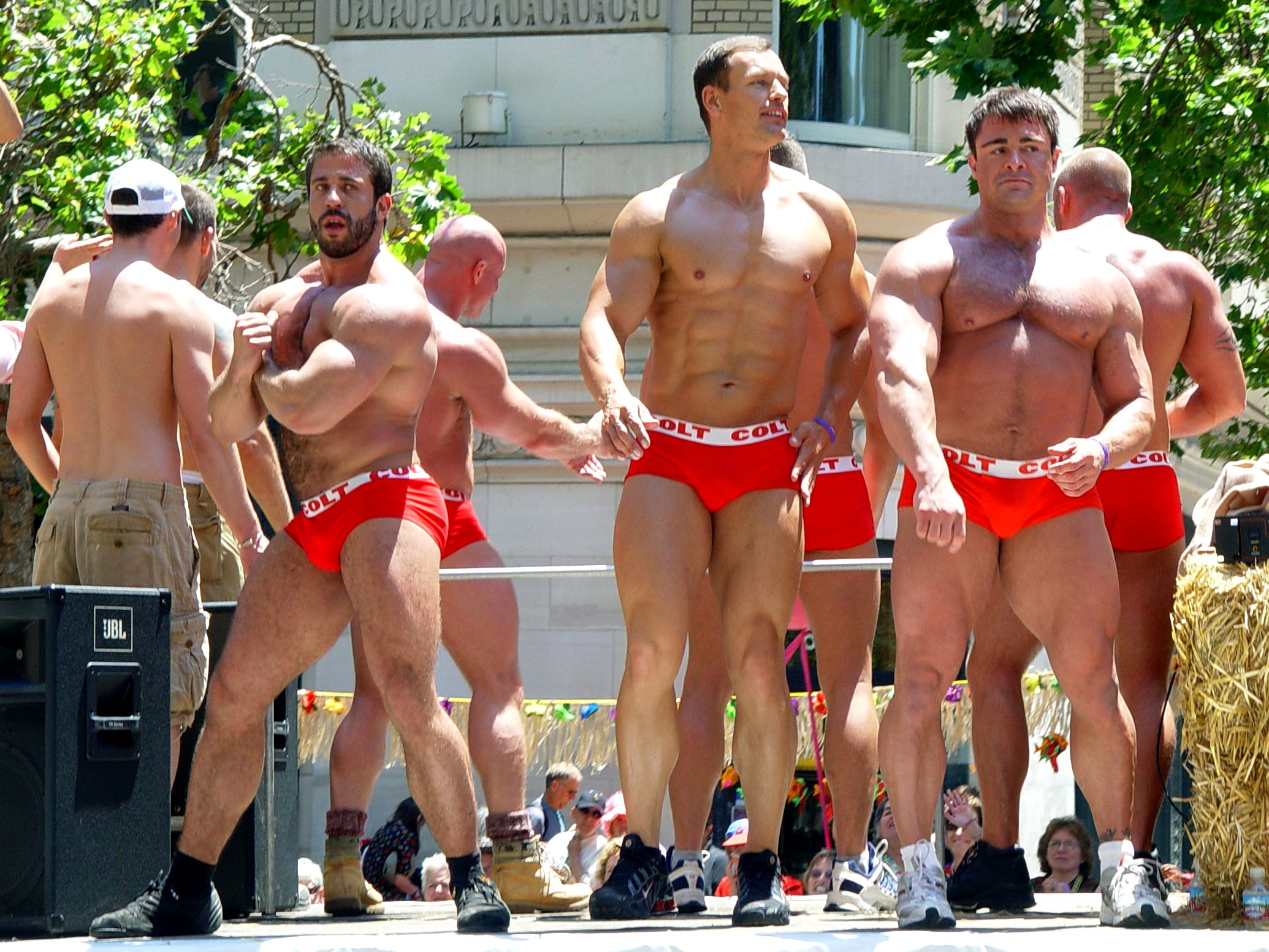
ゲイ・パレードに登場したコルトのモデル達

2007年、コルト・スタジオ・グループは40周年を迎えた。これを記念して当時のサンフランシスコ市長のギャビン・ニューサムは、2007年2月23日を記念日「コルト・スタジオ・デー」とする宣言に署名した。この宣言は当時のFOXニュースのコメンテーターであるビル・オライリーを含む保守的なコメンテーターからの批判を集めた。
コルトは学術雑誌「ファッション・セオリー」におけるショーン・コールの2014年の記事の中で議論されている。ショーンはコルトのポルノの特性として主にポルノの中で着用する衣装が挙げられ、「強い男性的なイメージ」を指し示す衣装が売りとなって会社は有名になったと述べた。更にショーンは会社の創設者であるジム・フレンチとルートーマスによって付けられた会社名「コルト」が「銃」を表しているのではないかと考えた。これはフレンチによって設立された以前の会社がドイツのピストルにちなんで「ルガー」と呼ばれていた事にも起因する。コールによればフランス語でのペンネーム「リップ・コルト」はリップ・サービーという名のサンフランシスコのアマチュア写真家からインスパイアされたものである。